# Tipula sophista
Tipula sophista är en tvåvingeart som beskrevs av Alexander 1949. Tipula sophista ingår i släktet Tipula och familjen storharkrankar. Inga underarter finns listade i Catalogue of Life.